# A.S.D. Fortis Juventus 1909
Associazione Sportiva Dilettantistica Fortis Juventus 1909 là một câu lạc bộ bóng đá Ý đến từ Borgo San Lorenzo, Tuscany.

## Lịch sử
Câu lạc bộ được thành lập vào năm 1909.
Trong mùa giải 2010-11, từ Serie D nhóm E, đội đã xuống hạng Eccellenza.
Vào cuối mùa 2011–12 Eccellenza, đội đã được thăng hạng bằng cách lấp đầy chỗ trống ở Serie D.

## Màu sắc và huy hiệu
Màu sắc của đội là trắng và xanh lá cây.